# Энтомоптер
Энтомоптер (от entomon — насекомое и от pteron — крыло) — летательный аппарат тяжелее воздуха с машущими крыльями, имитирующий летающих насекомых.
Энтомоптер относится к махолётам, летательным аппаратам, машущие крылья которых имитируют или движение крыльев птиц (орнитоптер), или крыльев насекомых (энтомоптер). В отличие от птиц насекомые машут крыльями постоянно. Энтомоптеры, имитирующие летающих насекомых, условно можно подразделить на имитаторы четырёхкрылых и имитаторы двукрылых насекомых. Насекомые с четырьмя крыльями совершают более сложные движения, чем двукрылые, и возможностей управления полётом у них гораздо больше. Что следует учитывать при проектировании энтомоптеров.

## Энтомоптеры в мире
Немецкая компания Festo создала механическую версию стрекозы. Представленный ею летающий робот называется BionicOpter Разработчики из Festo стали первыми, кто смог воплотить принципы движения стрекозы в механическом варианте Длина искусственной стрекозы составляет 48 сантиметров, размах крыльев — 70 сантиметров. Используемые материалы позволили максимально снизить вес изделия до 175 грамм. Бионическая стрекоза имеет две пары крыльев из полиэстера и углеволокна, работающих независимо друг от друга при помощи индивидуальных сервоприводов. Крылья могут разворачиваться вокруг собственной оси, давая роботу-стрекозе 13 степеней свободы, обеспечивая высокую манёвренность.
Контролирует работу крыльев и движения механической стрекозы микропроцессор, который получает и анализирует данные от сенсоров инерции, ускорения и положения аппарата. Сервомоторы в ответ на команды миниатюрного компьютера регулируют скорость и амплитуду взмахов, а также поворот крыльев. Питают устройство два литий-полимерных аккумулятора, выдающих 7,6 вольта. Оригинальный беспилотник может парить в воздухе. Он достаточно лёгок, чтобы взлетать с места.